# Wall of death
Il wall of death è una forma di mosh in uso specialmente durante concerti hardcore punk, thrash metal, death metal e punk dove il pubblico si divide in due sezioni separate da uno spazio di circa dieci metri, e, conoscendo la canzone, all'inizio di parti specialmente dure o veloci, all'unisono corre, una fazione verso l'altra, per scontrarsi.